# Lewis L. Morgan

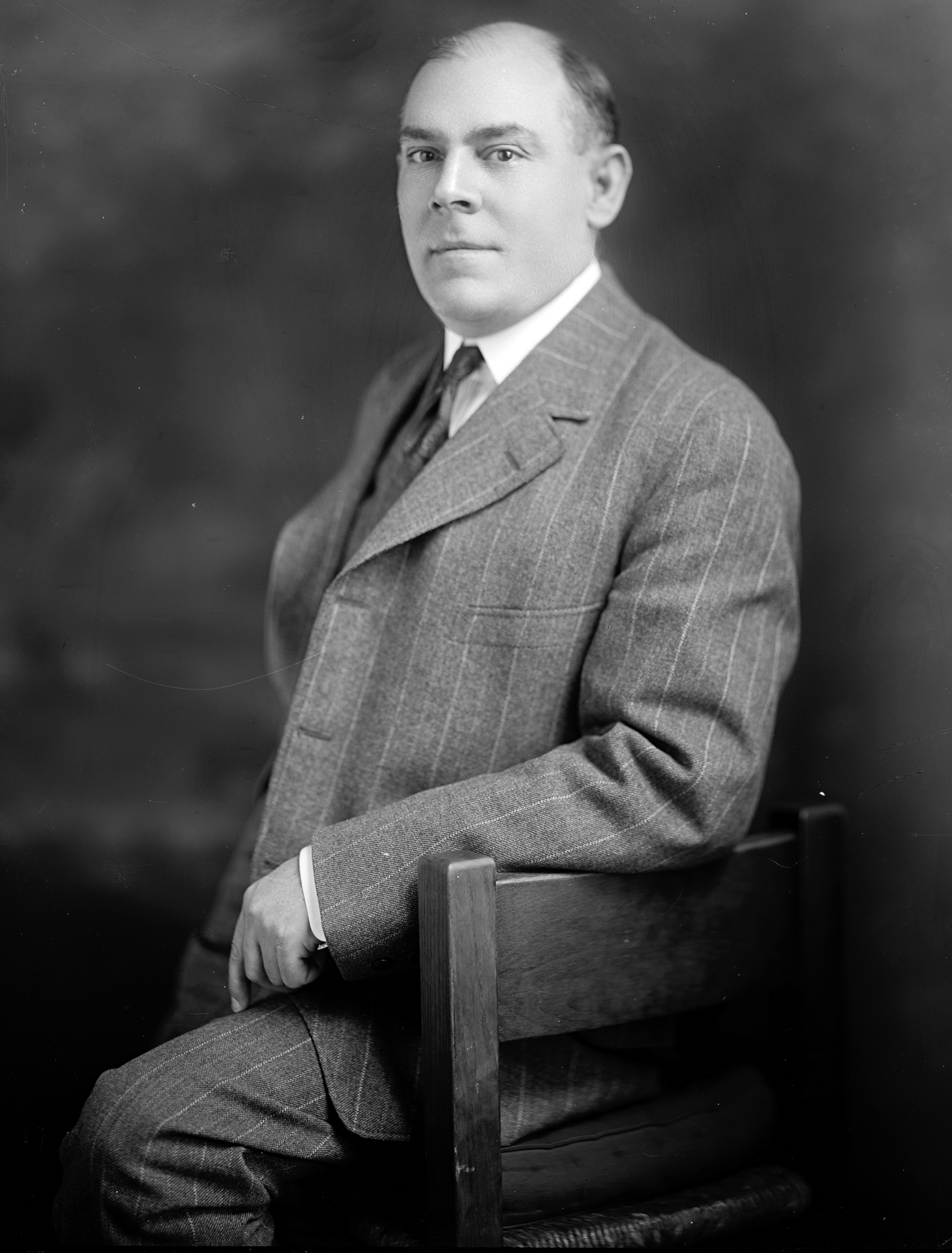
Lewis L. Morgan

Lewis Lovering Morgan (* 2. März 1876 in Mandeville, Louisiana; † 10. Juni 1950 in New Orleans, Louisiana) war ein US-amerikanischer Politiker. Zwischen 1912 und 1917 vertrat er den Bundesstaat Louisiana im US-Repräsentantenhaus.

## Werdegang
Lewis Morgan besuchte die öffentlichen Schulen seiner Heimat einschließlich des St. Eugene’s College. Nach einem anschließenden Jurastudium an der Tulane University in New Orleans und seiner im Jahr 1899 erfolgten Zulassung als Rechtsanwalt begann er ab 1902 in Covington in diesem Beruf zu arbeiten. Politisch war Morgan Mitglied der Demokratischen Partei. Im Jahr 1908 wurde er in das Repräsentantenhaus von Louisiana gewählt. Dieses Mandat legte er nieder, nachdem er zum Bezirksstaatsanwalt gewählt worden war. Bis 1912 konnte er dieses Amt ausüben. In den Jahren 1912, 1928 und 1936 war Morgan Delegierter zu den jeweiligen Democratic National Conventions. Außerdem nahm er von 1912 bis 1924 als Delegierter an den regionalen Demokratischen Parteitagen in Louisiana teil.
Nach dem Tod des Kongressabgeordneten Robert C. Wickliffe wurde Morgan bei der fälligen Nachwahl für den sechsten Sitz von Louisiana als dessen Nachfolger in das US-Repräsentantenhaus in Washington, D.C. gewählt, wo er am 5. November 1912 sein neues Mandat antrat. Nach zwei Wiederwahlen konnte er bis zum 3. März 1917 im Kongress verbleiben. Zwischen 1915 und 1917 war Morgan Vorsitzender eines Wahlausschusses (Committee on Elections No. 3). Während seiner Zeit im US-Repräsentantenhaus wurden dort der 16. und der 17. Verfassungszusatz verabschiedet.
1916 verzichtete Morgan auf eine erneute Kandidatur für den Kongress. In den folgenden Jahren arbeitete er in New Orleans und Covington als Anwalt. Im Jahr 1944 bewarb er sich innerhalb seiner Partei erfolglos für die Nominierung die anstehende Gouverneurswahl. Lewis Morgan starb am 10. Juni 1950 in New Orleans und wurde in Covington beigesetzt.